# Прогресс (Янаульский район)
Прогресс (баш. Прогресс) — село в Янаульском районе Республики Башкортостан Российской Федерации. Входит в состав Кисак-Каинского сельсовета.

## География

### Географическое положение
Расстояние до:
- районного центра (Янаул): 20 км,
- центра сельсовета (Кисак-Каин): 6 км,
- ближайшей ж/д станции (Янаул): 20 км.

## История
Посёлок основан в сентябре 1952 года заключёнными спецстроя МВД, вскоре их сменили военнопленные. В 1955 году в посёлке была открыта начальная школа.
В 1959 году в посёлке Байгузинской РТС Бадряшевского сельсовета Янаульского района проживал 441 житель (218 мужчин, 223 женщины)
В 1960 году был открыт филиал Бадряшевской 8-летней школы.
В 1966 году центр сельсовета был перенесён в Кисак-Каин, а в 1967 году посёлок стал называться Прогресс, его школа стала самостоятельной восьмилетней школой.
В 1970 году в посёлке Прогресс Кисак-Каинского сельсовета проживало 902 человека (588 мужчин, 314 женщин).
С 1970 года школа стала средней.
В 1979 году в посёлке было 969 жителей (491 мужчина, 478 женщин).
В 1989 году здесь проживал 731 житель (337 мужчин, 394 женщины).
В 2002 году — 736 человек (339 мужчин, 397 женщин), башкиры (59 %) и татары (31 %).
В 2005 году посёлок Прогресс стал селом.
В 2010 году — 596 жителей (278 мужчин, 318 женщин).

## Население
| 2002 | 2009 | 2010 |
| ---- | ---- | ---- |
| 736  | ↗772 | ↘596 |

## Инфраструктура
В посёлке действуют бывший профессиональный лицей №101, средняя школа с детским садом, врачебная амбулатория, сельский дом культуры, несколько магазинов.

## Религия
В селе есть мечеть.